# Loanne Duvoisin
Loanne Duvoisin (* 12. April 1998 in Les Geneveys-sur-Coffrane) ist eine Schweizer Triathletin und Multisportlerin. Sie ist Schweizermeisterin Cross-Triathlon (2018), U23-Weltmeisterin (2019), Weltmeisterin Cross-Triathlon (2021) und Xterra-Vizeweltmeisterin (2021).

## Werdegang
In ihrer Jugend betrieb Loanne Duvoisin im Turnverein Leichtathletik und kam als 14-Jährige zum Triathlon. In La Chaux-de-Fonds absolvierte sie eine Ausbildung zur Gesundheitsfachfrau.
2016 wurde sie Juniorenvizeeuropameisterin Cross-Triathlon.
Im Juni 2018 wurde sie Schweizermeisterin Cross-Triathlon.
Sie startet seit 2018 im Swiss Triathlon B-Kader Cross-Triathlon. 2018 wurde sie auf Hawaii Xterra-Juniorenweltmeisterin.

### U23-Weltmeisterin Cross-Triathlon 2019
2019 wurde die damals 21-jährige Neuenburgerin im April in Spanien U23-Weltmeisterin im Cross-Triathlon und sie belegte den vierten Rang in der Eliteklasse.

### Weltmeisterin Cross-Triathlon 2021
Im Oktober 2021 wurde sie in Spanien ITU-Weltmeisterin Cross-Triathlon. Im Dezember wurde sie auf Hawaii hinter Flora Duffy Xterra-Vizeweltmeisterin.
Im September 2024 belegte die 26-Jährige in Italien den dritten Rang bei der Xterra-Weltmeisterschaft Cross-Triathlon.

## Sportliche Erfolge
| Datum/Jahr    | Rang | Wettbewerb                                             | Austragungsort  | Zeit     | Bemerkung                                     |
| ------------- | ---- | ------------------------------------------------------ | --------------- | -------- | --------------------------------------------- |
| 21. Sep. 2024 | 3    | Xterra World Championships                             | Lago di Molveno | 02:58:14 | Xterra-Vizeweltmeisterschaft                  |
| 5. Dez. 2021  | 2    | Xterra World Championships                             | Maui            | 02:46:56 | Xterra-Vizeweltmeisterin                      |
| 31. Okt. 2021 | 1    | ITU Cross Triathlon World Championships                | Extremadura     | 01:37:42 | ITU-Weltmeisterin Cross-Triathlon             |
| 30. Apr. 2019 | 1    | ITU Cross Triathlon World Championship U23             | Pontevedra      | 02:12:30 | U23-Weltmeisterin Cross-Triathlon             |
| 23. Juni 2018 | 1    | Schweizer Meisterschaften Cross-Triathlon              | Luzern          |          | Schweizermeisterin bei der Xterra Switzerland |
| 26. Juni 2016 | 2    | ETU Cross Triathlon European Championship Junior Women | Vallée de Joux  | 01:24:30 |                                               |

(DNF – Did Not Finish)